# Piezophidion simplex
Piezophidion simplex là một loài bọ cánh cứng trong họ Cerambycidae.